# جشنة كمبرلي
جشنة كمبرلي (الاسم العلمي: Anthus pseudosimilis) (بالإنجليزية: Kimberley Pipit)‏ هو طائر صغير من الجواثم ينتمي لفصيلة التمرة وأم عجلان.